# Giętkie
Giętkie (deutsch Gentken) ist ein Dorf in der polnischen Woiwodschaft Ermland-Masuren, das zur Gmina Biała Piska (Stadt- und Landgemeinde Bialla, 1938–1945 Gehlenburg) im Powiat Piski (Kreis Johannisburg) gehört.

## Geographische Lage
Giętkie liegt im Südosten der Woiwodschaft Ermland-Masuren, elf Kilometer östlich der Kreisstadt Pisz (deutsch Johannisburg).

## Geschichte
Das um 1471 Gomczicken, nach 1471 Gentczicken, nach 1540 Gencken und nach 1818 Jentken genannte Dorf wurde 1445 als Freigut mit 30 Hufen nach magdeburgischem Recht gegründet. 
Das Dorf gehörte zum Kreis Johannisburg im Regierungsbezirk Gumbinnen (ab 1905 Regierungsbezirk Allenstein) in der preußischen Provinz Ostpreußen. Im Jahr 1874 wurde es in den neu errichteten Amtsbezirk Ruhden eingegliedert.
Im Jahr 1910 waren in Gentken 157 Einwohner gemeldet. Ihre Zahl stieg bis 1933 auf 185 und belief sich 1939 noch auf 181.
Aufgrund der Bestimmungen des Versailler Vertrags stimmte die Bevölkerung im Abstimmungsgebiet Allenstein, zu dem Gentken gehörte, am 11. Juli 1920 über die weitere staatliche Zugehörigkeit zu Ostpreußen (und damit zu Deutschland) oder den Anschluss an Polen ab. In Gentken stimmten 100 Einwohner für den Verbleib bei Ostpreußen, auf Polen entfielen keine Stimmen.
In Kriegsfolge kam 1945 das gesamte südliche Ostpreußen zu Polen, somit auch das Dorf Gentken, das die polnische Namensform Giętkie erhielt. Es ist heute Sitz eines Schulzenamtes (polnisch Sołectwo) und damit eine Ortschaft im Verbund der Stadt- und Landgemeinde Biała Piska (Bialla, 1938–1945 Gehlenburg) im Powiat Piski (Kreis Johannisburg), bis 1998 der Woiwodschaft Suwałki, seither der Woiwodschaft Ermland-Masuren zugehörig. Im Jahr 2011 zählte Giętkie 45 Einwohner.

## Religionen
Bis 1945 war Gentken in die evangelische Kirche Bialla in der Kirchenprovinz Ostpreußen der Evangelischen Kirche der Altpreußischen Union sowie in die römisch-katholische Kirche Johannisburg im Bistum Ermland eingepfarrt.
Heute gehört Giętkie katholischerseits zur Pfarrei Biała Piska im Bistum Ełk der Römisch-katholischen Kirche in Polen. Die evangelischen  Einwohner halten sich ebenfalls nach Biała Piska, deren Kirchengemeinde eine Filialgemeinde der Pfarrei Pisz in der Diözese Masuren der Evangelisch-Augsburgischen Kirche in Polen ist.

## Verkehr
Giętkie liegt an einer Nebenstraße, die bei Kaliszki (Kallischken, 1938–1945 Flockau) von der Landesstraße 58 abzweigt und bis nach Giętkie führt. 